# Velimir Neidhardt
Velimir Neidhardt, hrvaški arhitekt, pedagog in akademik, * 7. oktober 1943.
Velimir Neidhardt je profesor na Arhitekturni fakulteti v Zagrebu, član Hrvaške akademije znanosti in umetnosti (bivše Jugoslovanske akademije znanosti in umetnosti; od 2018 tudi njen predsednik) in Akademije za medicinske znanosti Hrvaške, od 2015 pa še dopisni član SAZU.
S sodelavci (Marijan Hržić, Zvonimir Krznarić in Davor Mance) je zasnoval novo zgradbo Narodne in univerzitetne knjižnice v Zagrebu.